# 广西河流列表
广西河流列表，列舉全部或部分在廣西壯族自治區境內的河流，並依照流域排列；支流則由河口至源頭排序。
廣西河流多屬珠江流域，流域範圍遍布全境。東北端為長江流域，西部及西南部各有一塊地區屬於出海口位於越南境內的「中南半島諸河流域」，東南部屬於出海口位於廣東境內的「廣東沿海諸河流域」，南部沿海地區屬於「广西沿海诸河流域」。
广西沿海诸河流直接汇入北部湾，共计集水面积为23,230平方公里，占广西土地总面积的10.2%。沿海诸河流較大者有南流江、大风江、钦江、防城河、茅岭江和北仑河；其中南流江为最大河流，其次分别为钦江、防城河，北仑河跨越中越两国，为国际河流。

## 中南半島諸河流域
- 紅河
  - 瀘江
    - 吟江
      - 百都河：跨國、跨省河流，下游位於越南境內，上游位於雲南境內。
- 先安江：跨國河流，上游為中國、越南界河，下游位於越南境內。

## 广西沿海诸河流域
- 北仑河：跨國河流，下游為中國、越南界河。
  - 羅浮江
- 竹排江
- 江平江
- 防城河
- 茅岭江
- 钦江
- 鹿耳環江
- 大风江
- 南流江
  - 洪潮江：又名红潮江。
  - 武利江
  - 小江
  - 合江河：又名合江。
  - 定川江：又名車陂江。
  - 六洋河
- 湖海运河

## 廣東沿海諸河流域
- 九洲江：跨省河流，下游位於廣東境內。
- 鉴江
  - 羅江：跨省河流，下游位於廣東境內。

## 珠江流域
- 珠江
  - 西江
    - 賀江：跨省河流，下游位於廣東境內。
      - 東安江：跨省河流，下游位於廣東境內。
        - 大平河
          - 六堡河

        - 石川河

      - 大寧河
        - 大灘河：跨省河流，上游位於廣東境內。

      - 馬尾河

    - 桂江
      - 思良江
      - 富群河
        - 九龍河
        - 姚江

      - 思勤江
        - 珊瑚河

      - 恭城河
        - 榕津河
          - 同安河

      - 荔浦河
        - 馬嶺河

      - 漓江
        - 遇龍河
        - 潮田河：又名牛溪河
        - 相思江
        - 小東江（叉流入口）
          - 靈劍溪

        - 南溪
        - 寧遠河（桃花江分流）
        - 桃花江
          - 寧遠河（分流入漓江）

        - 小東江（叉流出口）
        - 甘棠江：又名東江河
        - 靈渠

    - 潯江
      - 下小河
      - 北流江
        - 義昌江
          - 糯垌河
          - 大湴河

        - 黃華河：跨省河流，上游位於廣東西境內。
          - 白石河

        - 泗羅河
        - 楊梅河

      - 蒙江
        - 馬河
        - 平福河
        - 大同江

      - 白沙江
      - 秦川河
      - 大湟江
        - 南淥江（黔江分流）
          - 紫荊河

      - 社坡河
      - 鬱江－邕江
        - 獨流江
        - 大洋河
        - 畫眉河
        - 鯉魚江
          - 黃練河

        - 瓦塘江
        - 武思江
          - 竹瓦江

        - 鎮龍江
        - 羅鳳江
        - 蒙江河
        - 沙坪河
        - 馬巒河
        - 東班江：又名甘棠河
        - 沙江
        - 八尺江
        - 良鳳江
          - 那岳河

        - 左江
          - 雙俠河
          - 汪莊河
          - 馱盧河
          - 客蘭河
          - 黑水河：跨國河流，中游一段為中國、越南界河，另一段位於越南境內。
            - 明仕河
            - 向水河：又名利江
            - 下雷河

          - 峪陽河
          - 明江
            - 派連河
              - 渠圍河
              - 板墩河：跨國河流，上游位於越南境內。

            - 公安河
            - 平福河

          - 水口河：跨國河流，中游位於越南境內。
            - 峒桂河：跨國河流，下游為中國、越南界河，上游位於越南境內，稱巴望河。

          - 平而河：跨國河流，上游位於越南境內。

        - 右江：跨省河流，上游位於廣西、雲南邊界地帶。
          - 武鳴河
            - 鑼圩河
            - 香山河
              - 羅波河

            - 仙湖河

          - 淥水江
            - 天等河

          - 瀨江
          - 新圩河
          - 古榕江：又名達臘河。
          - 龍鬚河
            - 通懷河

          - 田洲河：又名百東河。
            - 磺桑江

          - 扁村河
          - 福祿河
          - 澄碧河
          - 樂里河
          - 者仙河：又名八桂河。
          - 谷拉河，跨省河河，中、上游位於雲南境內，下游為廣西、雲南界河。
            - 者利河

          - 西洋江：跨省河流，中游為廣西、雲南界河，上游位於雲南境內。
          - 馱娘江：跨省河流，上游位於雲南境內。
            - 八中河
            - 那門河：又名龍灘河、那達河。
            - 那勞河

      - 黔江
        - 南淥江（分流入大湟江）
        - 馬來河
        - 柳江
          - 運江：又名羅秀河。
            - 水晶河
            - 滴水河

          - 洛清江
            - 石榴河
            - 石門河：又名洛江。
            - 古嘗河
            - 西河
            - 堡里河

          - 大橋河
          - 龍江－金城江
            - 東小江：又名下梘河。
            - 小環江：跨省河流，上游位於貴州境內。
            - 大環江：跨省河流，上游位於貴州境內。
              - 古賓河

            - 打狗河

          - 融江
            - 沙浦河
            - 陽江：又名武陽江。
            - 紅嶺河
            - 貝江
            - 浪溪河
              - 甫上河

            - 尋江：又名古宜河。
              - 林溪河
              - 斗江河
              - 三門河
                - 大地河

              - 平等河：跨省河流，上游位於湖南境內，中游位於廣西境內，下游有一段復入湖南，最終再回至廣西境內。
                - 偉江河：跨省河流，上游位於湖南境內。

            - 都柳江：跨省河流，上游位於貴州境內。
              - 水口河：又名南河江。
              - 大年河
              - 杆洞河：跨省河流，中游位於貴州境內，上、下游位於廣西境內。
              - 平正河：跨省河流，下游位於貴州境內。

        - 紅水河
          - 瓦泥河：又名大渡河。
          - 鳳凰河
          - 止馬河
          - 北之江：又名青水河。
            - 思練河

          - 清水河：又名清水江（右岸支流）。
            - 南河
            - 大龍洞河

          - 奇庚河
            - 都樂河

          - 古蓬河
          - 刁江
            - 仁壽河

          - 澄江
          - 地蘇河：季節性河流。
          - 清坡河
          - 平治河
            - 那樂河

          - 良岐河：又名靈岐河。
            - 燕洞河

          - 盤陽河
          - 大拉河
          - 吾隘河：又名清水河（左岸支流）。
          - 布柳河
            - 諧里河

          - 川洞河：下游名納益河。
          - 曹渡河：跨省河流，下游為廣西、貴州界河，上游位於貴州境內。
            - 牛河：跨省河流，上游位於貴州境內，中游為廣西、貴州界河，下游位於廣西境內，稱納立河。

          - 南盤江：跨省河流，下游為廣西、貴州界河，中下游一小段為廣西、雲南界河，中游以上位於雲南境內。
            - 小河
              - 根標河

            - 新州河
              - 冷水河

            - 領好河
              - 蒙里河

            - 古障河
              - 央革河

            - 清水江：跨省河流，下游為廣西、雲南河，中、上游位於雲南境內。

## 長江流域
- 長江
  - 洞庭湖
    - 湘江：跨省河流，下游位於湖南境內。
      - 灌江

    - 资水
      - 夫夷水：跨省河流，下游位於湖南境內。